# Aéroport de Yao
L'aéroport de Yao (八尾空港, Yao kūkō) est un aéroport situé dans un quartier résidentiel à Yao, dans la préfecture d'Osaka, au Japon. Il sert notamment de base aérienne pour la Force terrestre d'autodéfense japonaise du Japon.
Plusieurs petits transporteurs offrent des vols de tourisme et des vols charter depuis Yao, notamment Asahi Airlines et Hankyu Airlines.
Yao est le seul aéroport de deuxième classe au Japon qui n'offre pas de services aériens réguliers.

## Histoire
L'aéroport a commencé sous le nom d'École d'Aviation Hanshin en 1938. Deux ans plus tard, l'aérodrome a été réquisitionné par l'Armée impériale japonaise, baptisé aérodrome Taishō et élargi. Après la seconde Guerre mondiale, les forces d'occupation l'ont appelé aérodrome Hanshin avant de le replacer sous contrôle japonais en 1954.

## Opérations
L’aéroport dispose de deux pistes de, respectivement, 1490×45 m et 1,200×30 m.

### Forces d'Auto-Défense
Les forces d'Auto-Défense du Japon ont une base à l'aéroport, le JGSDF Camp Yao (八尾駐屯地); elle est utilisée notamment pour des hélicoptères.

### Préfecture D'Osaka
Le Service Incendie de la préfecture d'Osaka exploite deux hélicoptères Eurocopter AS365 Dauphin à Yao. Ils sont principalement utilisés pour la lutte contre les incendies à l'intérieur d'Osaka, mais ont été envoyés à l'étranger pour aider lors d'un cyclone en 1991 au Bangladesh et lors du tremblement de terre et tsunami dans l'océan Indien en 2004.